# Johannes-Nepomuk-Kapelle (Gersthofer Straße)

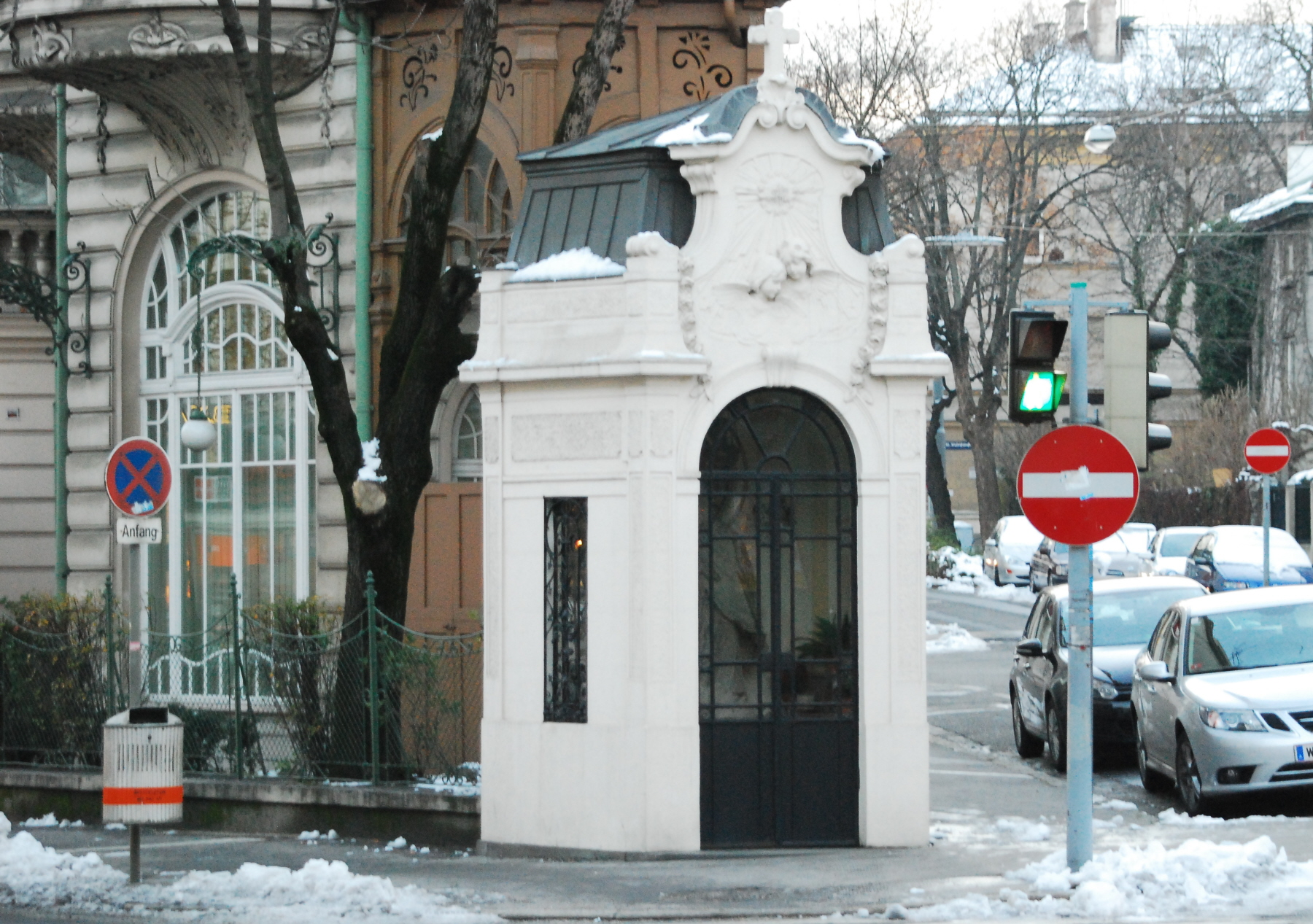
Johannes-Nepomuk-Kapelle in der Gersthofer Straße

Die Johannes-Nepomuk-Kapelle ist ein Bauwerk an der Kreuzung Gersthofer Straße und Salierigasse im 18. Wiener Gemeindebezirk Währing, Bezirksteil Gersthof. Die darin befindliche Johannes-Nepomuk-Darstellung ist eine von vielen in Wien.

## Geschichte
Die Statue Johannes Nepomuks wurde 1724 vom Handelsmann Claudius Scharet gestiftet und auf der Brücke über den hier verlaufenden Währinger Baches aufgestellt. Vermutlich durch Vandalismus verlor sie während der 1870er-Jahre dreimal den Kopf, der jedes Mal im Bachbett wiedergefunden wurde. Notdürftige Reparaturen waren die Folge.
Ludwig Riedl (1858–1919), Betreiber eines der prominentesten Wiener Cafés und Bewohner der nahegelegenen Villa in der Ferrogasse 6, ließ 1907 die Statue renovieren und zu ihrem Schutz die kleine Wegkapelle erbauen. Um die Kosten für ihre Erhaltung zu decken, richtete er außerdem eine Stiftung ein, die in Form einer Staatsrentenobligation bei der Kirchenkasse hinterlegt wurde.

## Beschreibung
Die Johannes-Nepomuk-Kapelle wurde nach Plänen des Architekten Arnold Heymann (1870–1950) zwischen 1905 und 1907 erbaut (Weihinschrift: 1907).
Die Kapelle mit dem kleinen quadratischen Innenraum ist ein secessionistisches Bauwerk mit einem Mansarddach, Pilasterrahmung und ebenfalls secessionistischem Gitter. Der überkuppelte Innenraum verfügt über Pilastergliederung. Gegenüber der Glastüre befindet sich ein rundes Glasfenster mit einer Darstellung betender Engel.